# Arcadia (banda)
Arcadia foi uma banda de new wave formada em 1985 por Simon Le Bon, Nick Rhodes e Roger Taylor, integrantes do Duran Duran, durante uma pausa nas atividades desta. O trio lançou somente um álbum de estúdio, So Red the Rose com três singles, dentre os quais "Election Day" foi o mais bem sucedido, alcançando o top 10 nos Estados Unidos e no Reino Unido. Após um ano de existência, sem turnês de divulgação, o trio voltou ao Duran Duran para o próximo álbum.

## Discografia

### Álbuns
- So Red the Rose - 1985